# 陆启韶
陆启韶（1940年—），男，广东顺德人，中国力学与应用数学家，北京航空航天大学教授。专于对非线性动力学理论的研究。

## 生平
1960年，毕业于北京航空学院空气动力学专业。1981年至1983年，担任美国普渡大学访问学者。担任中国数学会理事，中国力学学会理事、一般力学专业委员会主任等职。
2004年，参与研究的“复杂非线性系统的某些动力学理论与应用”获国家自然科学二等奖。2006年8月，担任第二届国际动力学、振动与控制学术会议主席。

## 出版物
- 陆启韶. . 北京航空航天大学出版社. 2010. ISBN 9787811249552.